# Pierre Bouby
Pour les articles homonymes, voir Bouby.
Pierre Bouby, né le 17 octobre 1983 à Vichy, est un footballeur français.

## Biographie
Pierre Bouby commence le football  l'âge de sept ans et rejoint le centre de formation de l'Olympique lyonnais à treize ans. Il y est formé au poste de milieu défensif mais est également utilisé au poste de défenseur ou de milieu gauche. Il y reste cinq années mais ne parvient pas à décrocher un contrat professionnel à l'issue de sa formation. Il signe un contrat stagiaire de deux ans en 2002 à l'Amiens SC qui ne le conserve pas non plus à l'issue de son contrat.
En 2004, il décide alors de se rapprocher de sa famille en signant à l'AS Moulins, en CFA. Il y passe trois années où il connaît notamment les joies de la montée en National. Il est alors également fonctionnaire au service de la mairie de Moulins,, chargé de l'entretien de la piscine municipale. En 2007, il est contacté par Pascal Dupraz,, directeur sportif de l'Évian Thonon Gaillard où il signe un contrat de trois ans. Il fait partie de l'effectif du club savoyard qui enchaîne deux montées : de National à la Ligue 2, puis de la Ligue 2 à la Ligue 1. Pierre Bouby se distingue par ses passes décisives, principalement sur coups francs. Le club est désireux de conserver Pierre Bouby mais ce dernier préfère quitter le club en fin de contrat afin de bénéficier de plus de temps de jeu à un échelon inférieur. Il part donc avec les titres de champion de National 2010 et Ligue 2 2011.
Il signe alors en 2010 trois ans au FC Metz, alors en Ligue 2. L'aventure tourne court, le club étant relégué en National à l'issue de la saison. Bouby est alors libéré de son contrat et rejoint le Nîmes Olympique, promu en Ligue 2. Utilisé à son poste préférentiel, au cœur du jeu, il contribue à la bonne saison des crocos qui terminent à la 8e place du championnat. La saison suivante est plus délicate mais le maintien en Ligue 2 est à nouveau acquis en fin de saison.
Non prolongé par son ancien club à la suite du changement de président à Nîmes, Pierre Bouby signe gratuitement en faveur de l'AJ Auxerre le 25 juin 2014 où il retrouve son ancien coéquipier nîmois Vincent Gragnic. Il dispute son premier match en tant que titulaire face au Havre AC (victoire 2-0) pour le match d'ouverture du championnat de Ligue 2. L'AJA arrive en finale de la Coupe de France 2015 face au Paris Saint-Germain ; son équipe s'incline sur le score de 1-0 et Pierre Bouby restera sur le banc des remplaçants.
Le 6 janvier 2016, il est prêté jusqu'à la fin de saison à l'US Orléans en National.
Il joue ensuite durant la saison 2016-2017 à l'US Orléans. Il est un grand artisan du maintien de son club durant les barrages de promotion - relégation Ligue 2  - National, face au Paris FC, en délivrant une passe décisive lors des deux matches (victoires 0-1 à l'aller et 1-0 au retour). En mai 2018, il prolonge son contrat avec l'US Orléans jusqu'en juin 2019. Lors de la saison 2018-2019, il est avec Cédric Cambon l'un des deux délégués syndicaux de l'UNFP au sein de l'US Orléans.
En mars 2011, il s'inscrit sur le réseau social Twitter où il acquiert rapidement de la notoriété grâce à son humour décalé,,. En mars 2016, il débute dans l'émission Les Grosses Têtes sur RTL, présentée par Laurent Ruquier,.
À partir de 2016, il devient aussi consultant sur la chaîne L'Équipe. Il intervient notamment dans l'émission L'Équipe-type animée par Jean-Christophe Drouet. Puis il intervient jusqu'en juillet 2021 dans L'Équipe d'Estelle présentée par Estelle Denisavant de poursuivre dans L'Équipe de Greg depuis août 2021, émission présentée par Grégory Ascher.
Le 21 juin 2019, Pierre Bouby prend sa retraite de joueur. Il intègre le staff administratif de l'US Orléans, en tant responsable de la communication, du marketing, du numérique et des réseaux sociaux. Il ne reste qu'un an à ce poste, pour cause de restrictions budgétaires à cause de la relégation du club en National.

### Vie privée
Il est père de deux enfants,.

## Statistiques
| Saison                | Club                  | Championnat           | Championnat | Championnat | Coupe nationale | Coupe nationale | Coupe de la Ligue | Coupe de la Ligue | Total | Total |
| Saison                | Club                  | Division              | M.          | B.          | M.              | B.              | M.                | B.                | M.    | B.    |
| 2004-2005             | AS Moulins            | CFA                   | 33          | 5           | -               | -               | -                 | -                 | 33    | 5     |
| 2005-2006             | AS Moulins            | National              | 36          | 2           | 2               | 0               | -                 | -                 | 38    | 2     |
| 2006-2007             | AS Moulins            | CFA                   | 33          | 6           | 1               | 0               | -                 | -                 | 34    | 6     |
| Sous-total            | Sous-total            | Sous-total            | 102         | 13          | 3               | 0               | -                 | -                 | 105   | 13    |
| 2007-2008             | Croix de Savoie 74    | CFA                   | 30          | 5           | 6               | 2               | -                 | -                 | 36    | 7     |
| 2008-2009             | Croix de Savoie 74    | National              | 32          | 8           | 5               | 0               | -                 | -                 | 37    | 8     |
| 2009-2010             | Évian Thonon Gaillard | National              | 31          | 9           | 4               | 0               | -                 | -                 | 35    | 9     |
| 2010-2011             | Évian Thonon Gaillard | Ligue 2               | 23          | 1           | 3               | 1               | 2                 | 1                 | 28    | 3     |
| Sous-total            | Sous-total            | Sous-total            | 116         | 23          | 18              | 3               | 2                 | 1                 | 136   | 27    |
| 2011-2012             | FC Metz               | Ligue 2               | 29          | 3           | 3               | 0               | 1                 | 0                 | 33    | 3     |
| Sous-total            | Sous-total            | Sous-total            | 29          | 3           | 3               | 0               | 1                 | 0                 | 33    | 3     |
| 2012-2013             | Nîmes Olympique       | Ligue 2               | 36          | 1           | 2               | 1               | 1                 | 0                 | 39    | 2     |
| 2013-2014             | Nîmes Olympique       | Ligue 2               | 35          | 3           | 1               | 0               | 2                 | 0                 | 38    | 3     |
| Sous-total            | Sous-total            | Sous-total            | 71          | 4           | 3               | 1               | 3                 | 0                 | 77    | 5     |
| 2014-2015             | AJ Auxerre            | Ligue 2               | 30          | 0           | 4               | 0               | -                 | -                 | 34    | 0     |
| 2015-2016             | AJ Auxerre            | Ligue 2               | 13          | 0           | -               | -               | 3                 | 1                 | 16    | 1     |
| Sous-total            | Sous-total            | Sous-total            | 43          | 0           | 4               | 0               | 3                 | 1                 | 50    | 1     |
| 2015-2016             | US Orléans            | National              | 14          | 0           | -               | -               | -                 | -                 | 14    | 0     |
| 2016-2017             | US Orléans            | Ligue 2               | 27+2        | 3+0         | 1               | 0               | 2                 | 0                 | 32    | 3     |
| 2017-2018             | US Orléans            | Ligue 2               | 34          | 4           | 1               | 0               | 1                 | 0                 | 36    | 4     |
| 2018-2019             | US Orléans            | Ligue 2               | 21          | 0           | 4               | 0               | 2                 | 0                 | 27    | 0     |
| Sous-total            | Sous-total            | Sous-total            | 98          | 7           | 6               | 0               | 5                 | 0                 | 109   | 7     |
| Total sur la carrière | Total sur la carrière | Total sur la carrière | 457         | 50          | 34              | 4               | 14                | 2                 | 505   | 56    |

## Palmarès

### En club

#### Évian Thonon Gaillard
- Champion de CFA (Groupe B) : 2008
- Champion de National : 2010
- Champion de Ligue 2 : 2011

#### AJ Auxerre
- Finaliste de la Coupe de France : 2015

### Distinctions personnelles
- Équipe type des 10 ans du Football Croix-de-Savoie 74 élue par les lecteurs du Dauphiné libéré en 2013[28].
- Vainqueur et MVP (most valuable player) de la 2e édition de la SportEasy Cup (2023)